# جلال بایار
محمود جلال بایار (به ترکی استانبولی: Mahmut Celâl Bayar) (زاده ۱۶ مه ۱۸۸۳ – درگذشته ۲۲ اوت ۱۹۸۶) سیاستمدار ترک و سومین رئیس‌جمهور ترکیه بود.
او متولد ۲۶ اردیبهشت ۱۲۶۲ و متوفی به تاریخ ۳۱ مرداد ۱۳۶۵ است. در زمان مرگ، کهن سالترین دارنده سابق عالترین پست سیاسی یک کشور بود. جلال بایار در ۲۲ اوت ۱۹۸۶ در حالی که ۱۰۳ سال و ۹۸ روز عمر نموده بود درگذشت.

## زندگی اولیه
جلال یایار در روستای اموربی از توابع شه جیملک نزدیک دریای مرمره در ولایت بورسا در سال ۱۸۸۳ به دنیا آمد. پدرش معلم بود و علوم دینی را تدریس می‌کرد که از شهر لوم از بلغارستان به ترکیه مهاجرت کرده بود. بعد از اینکه جلال تحصیلات مدرسه را به پایان رسانید اول در دادگاه جیملک و بعد در بانک کشاورزی که در حال حاضر بزرگترین بانکهای معتبر ترکیه است به عنوان کارمند کار کرد. بعد از آن در دویچه اوریانت بانک آلمانی کار کرد.

## مسیر سیاست او

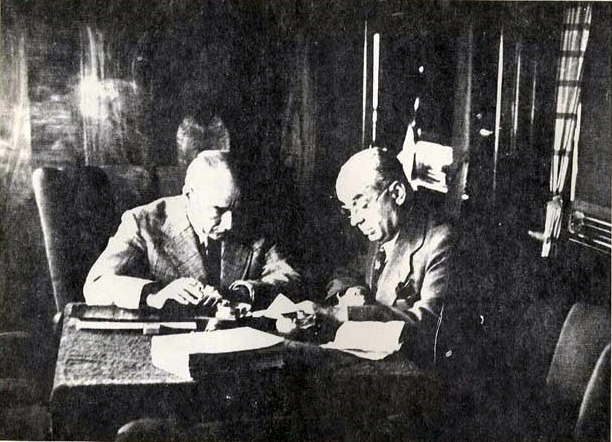
آتاتورک و جلال بایار

بایار در سال ۱۹۰۸ به جمعیت اتحاد و ترقی پیوست که پایه این حزب بر اساس جوانهای ملی‌گرای ترک استوار بود، و بایار یکی از اعضای برجسته این سازمان شد. همچنین وی رئیس شاخه جدید این جمعیت در ازمیر شد و به خاطر همکاریهایش یک دانشگاه دخترانه و یک ایستگاه قطار ساخته شد. در سال ۱۹۱۹ جلال بایار از جانب مردم ساروهان (مانیسای امروزی) برای پارلمان عثمانی در استانبول انتخاب شد، اما وقتی سلطان عثمانی دستکاری در قانون اساسی کشور را کرد، بایار دید که این کار با میهن دوستی مغایر است، به همین دلیل در سال ۱۹۲۰ رو به آنکارا کرد و به مصطفی کمال پاشا پیوست تا اینکه در جنبش استقلال ترکیه شرکت کند. بعد از آن جلال بایار در (سازمان دفاع از آناتولی و روملی) عضوی بارز و برجسته شد و این یکی از سازمانهایی است که بعد از جنگ جهانی اول تٲسیس شد. سپس از طرف مردم بورسا در مجلس ملی کبیر ترکیه که تازه تٲسیس شده بود نماینده شد. در همان سال نایب وزیر اقتصاد دولت شد و در ۲۷ فوریه ۱۹۲۱ خود وزیر اقتصاد شد و در سال ۱۹۲۲ به عنوان مستشار عصمت اینونو در هیئت اعزامی ترکیه به شهر لوزان که به منظور عقد کنگره صلح به آن شهر می‌رفتند شرکت کرد. در انتخاباتی که در سال ۱۹۲۳ برگزار شد جلال بایار به عنوان نماینده شهر ازمیر به پارلمان ترکیه راه یافت و در ۲۶ اوت ۱۹۲۴ بایار اولین بانک ملی را در آنکارا تٲسیس کرد و تا سال ۱۹۳۲ به عنوان مدیر این بانک کار کرد. در ۲۵ اکتبر ۱۹۳۷ کمال آتاتورک وی را به مقام نخست‌وزیری در حکومت نهم برگزید بعد از اینکه عصمت اینونو از این مقام کناره‌گیری کرد و تا موقع مرگ آتاتورک در سال ۱۹۳۸ در سمت نخست‌وزیری باقی ماند. بعد از مرگ آتاتورک، عصمت اینونو ریاست جمهوری ترکیه را در همان سال به عهده گرفت. بایار در ۲۵ ژانویه ۱۹۳۹ از مقام خود استعفا داد بعد از اینکه سو تفاهمی از نظر سیاسی بین او و عصمت اینونو پیدا شد. جلال بایار تا سال ۱۹۴۵ عضو حزب جمهوری‌خواه خلق بود اما در ۲۷ ژانویه ۱۹۴۶ حزبی جدید بنام حزب دموکرات را که یک حزب اسلامی محافظه کار بود به همکاری عدنان مندرس، فوآد کوپرولو و رفیق کورالتان تٲسیس کرد. این حزب جدید در انتخابات ۱۴ می ۱۹۵۰ موفقیتی بزرگ را به دست آورد و از ۴۸۷ کرسی پارلمانی ۴۰۸ کرسی را کسب کرد و پارلمان ترکیه که اکثریت آن با حزب دموکراسی بود جلال بایار را به عنوان رئیس‌جمهور ترکیه انتخاب کرد. در انتخابات ۱۹۵۴ و ۱۹۵۷ هم بایار به عنوان رئیس‌جمهور ترکیه برگزیده شد که به این طریق بایار به مدت ۱۰ سال از ۱۹۵۰ تا ۱۹۶۰ رئیس‌جمهور ترکیه بود و در این مدت عدنان مندرس هم نخست‌وزیر ترکیه بود.

## کودتای نظامی
در روز ۲۷ می ۱۹۶۰ ارتش ترکیه کودتای نظامی علیه دولت جلال بایار انجام داد و در پی آن حکومت مندرس سقوط کرد و کودتاچیان رئیس‌جمهور ترکیه جلال بایار و نخست‌وزیر عدنان مندرس و چند تن از اعضای حکومت وی و حزب دموکرات را به جزیره کوچک ایصی یادا در دریای مرمره فرستادند و در ۱۰ ژوئن همان سال آنها را به دادگاه سپردند و دادگاه عالی کشور جلال بایار و عدنان مندرس را به زیرپا گذاشتن قانون اساسی متهم کردند و با ۱۵ شخص دیگر در ۱۵ سپتامبر ۱۹۶۱ به اعدام محکوم شدند. اما کمسیون لشکری حاکم حکم اعدام را بر عدنان مندرس و بولاتکان و زورلو اجرا کردند و حکم جلال بایار و ۱۲ شخص دیگر را تغییر دادند و به حبس ابد تخفیف دادند و بایار را به یک زندان در قیصری انتقال دادند، اما در روز ۲۷ نوامبر ۱۹۶۴ به خاطر بیماری شدیدی بایار را آزاد کردند.

## سالهای آخر و زندگی خصوصی
در سال ۱۹۶۶ به‌طور رسمی از جانب حکومت عفو برای وی صادر شد و تمام حقوق سیاسی را به وی پس دادند. بایار یک دعوت حکومت مشعر بر اینکه عضو مجلس پیران ترکیه بشود رد کرد و اظهار کرد که هر کس شایسته این مقام نیست و کسی که این مقام را داشته باشد باید از طرف ملت ترکیه انتخاب بشود. جلال بایار در ۲۲ اوت ۱۹۸۶ و در سن ۱۰۳ سالگی زندگی را بدرود گفت. بایار پدر سه فرزند بود: (Rwfii 1904–1940)، (Turgut 1911–1983)، (Nilüfer 1921). بزرگترین فرزند بایار (Refii) مدیر عام کمپانی Reinurance بود، و همین‌طور روزنامه‌نگار بود و روزنامه خلق را از سال ۱۹۳۹ تا ۱۹۴۱ با جمال کوتای نشر کرد. دختر بایار بنام (Nilüfer) که با شخصی بنام (Ahmed Ihsan Gürsey (1913–2008 ازدواج کرد، نماینده مردم کوتاهیه از حزب دموکرات میان سالهای ۱۹۴۶ تا ۱۹۶۰ بود، و نماینده بورسا از حزب عدالت بین سالهای ۱۹۶۵ و ۱۹۶۹ و همین‌طور نماینده استانبول از حزب دموکراتیک بین سالهای ۱۹۷۳ و ۱۹۷۵ و بعد از آن از حزب عدالت میان سالهای ۱۹۷۵ و ۱۹۸۰ بود.

## افتخارات
در سال ۱۹۵۴ بایار لقب افتخاری دکترا را از دانشگاه بلگراد دریافت کرد. در سال ۱۹۵۸ دانشگاه آزاد برلین لقب دکترا را به جلال بایار اهدا کرد. دانشگاه مانیسا در سال ۱۹۹۲ به نام دانشگاه جلال بایار ثبت شد.